# Дзаннони, Джованни Баттиста
Джованни Баттиста Дзаннони (итал. Giovanni Battista Zannoni; 1744—1832) — итальянский археолог.
Был хранителем древностей во флорентийской галерее Уффици и секретарём академии Круска. Идя в своих работах по стопам Ланци, изучил историю этрусков и их язык; результатом этих занятий явились книги:
- «Degli Etruschi» (Флоренция, 1812);
- «Illustratione di due urne etrusche» (Флор., 1826);
- «Saggio di lingua etrusca» (Флоренция, 1829).

Важным вкладом в науку являются изданные Цаннони документы: «Inscriptionum libri II» (Флор., 1815—1822). Кроме того, Дзаннони написал историю академии Круска и панегирики некоторым её членам (Ланци, Висконти) и принимал видное участие в коллективной работе «Realle galeria di Firenze» (1810 и сл., 13 т.).